# Viktorie Pruská
Viktorie Pruská (Frederika Amálie Vilemína Viktorie; 12. dubna 1866, Postupim – 13. listopadu 1929, Bonn) byla druhou dcerou německého císaře a pruského krále Fridricha III. a jeho manželky Viktorie Sasko-Koburské, dcery královny Viktorie. Narodila se jako členka pruského královského rodu Hohenzollernů a po prvním sňatku v roce 1890 se stala princeznou ze Schaumburgu-Lippe. Pro veřejnost byla princeznou Viktorií, ale v rodině jí říkali Moretta nebo malá Vicky.
Viktorie, vychovávaná matkou v blízkém, liberálním a anglofilním prostředí, se zamilovala do bulharského knížete Alexandra z Battenbergu, ale jejich sňatek se setkal s velkým odporem a nikdy se nevzali. Po skončení námluv s Alexandrem trpěla Viktorie poruchou příjmu potravy a při hledání vhodného manžela neměla štěstí. Nakonec se provdala za prince Adolfa ze Schaumburg-Lippe. Adolf zemřel během první světové války, dva roky před zánikem německého císařství. V roce 1927 způsobila Viktorie královský skandál, když se provdala za o 35 let mladšího studenta univerzity. Zemřela ve věku 63 let v Bonnu.

## Původ a dětství

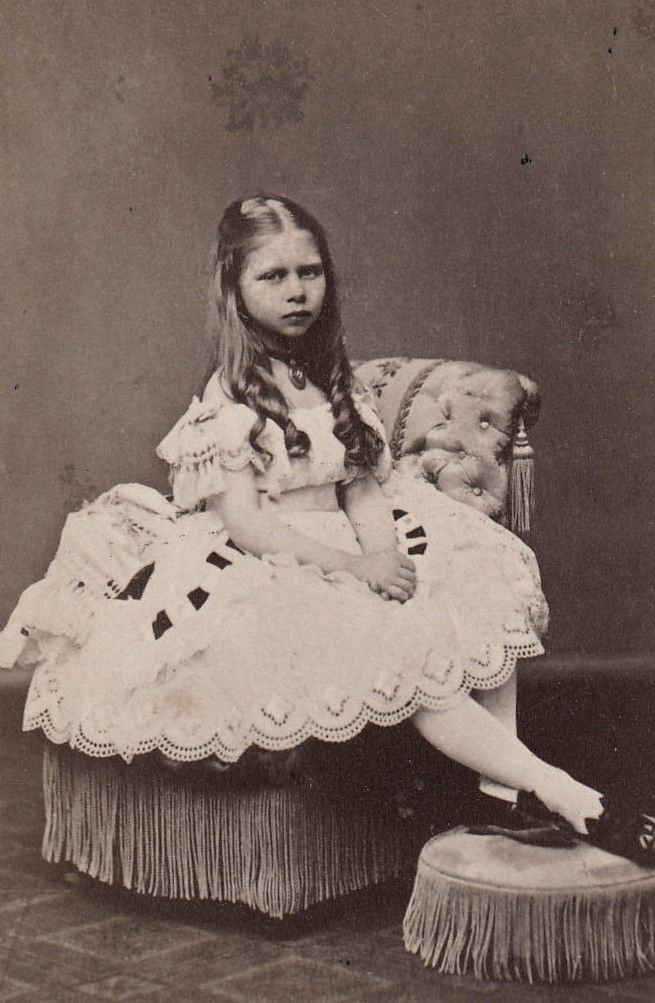
Viktorie v dětství

Viktorie se narodila 12. dubna 1866 v Novém paláci v Postupimi korunnímu princi Fridrichu Vilémovi a pruské korunní princezně Viktorii. Její otec byl jediným synem pruského krále Viléma I. a princezny Augusty Sasko-Výmarské, matka Viktorie („Vicky“) byla nejstarším dítětem britské královny Viktorie a jejího chotě prince Alberta. 
Viktorie byla pokřtěna v Novém paláci jako Friederike Amalia Wilhelmine Viktoria 24. května 1866, v den narozenin své babičky královny Viktorie, která byla také jednou z jejích kmotrů. 

Po narození princezny Viktorie napsala královna Viktorie dopis své dceři korunní princezně Viktorii, v němž se zmínila, že je ráda, že se její vnučka jmenuje po ní:
„Jsem velmi potěšena & dojata, že se to drahé, nové děťátko (& ať dlouho zůstane děťátkem!) bude jmenovat po mně,“ napsala Viktorie Vicky, “protože nemohu popřít, že mě velmi bolelo, že se narodily 4 děti, aniž by se jedno jmenovalo po některém z tvých rodičů. Vím však, že jsi za to nemohla".
Viktorie byla pátým dítětem svých rodičů a druhou dcerou. Dva měsíce po jejím narození, 18. června 1866, zemřel na zánět mozkových blan Viktoriin téměř dvouletý bratr Zikmund. Po této události se Viktoriina matka rozhodla vychovávat své mladší děti sama a nenechala je v péči vychovatelů a guvernantek, jako tomu bylo u jejích starších dětí, Viléma, Šarloty a Jindřicha. Proto měli Viktorie a její tři mladší sourozenci, Waldemar, Sofie a Markéta, k rodičům mnohem blíž. Jedenáctiletý Waldemar zemřel v roce 1879 na záškrt a tato tragická událost všechny tři sestry ještě více sblížila: Viktorie a její sourozenci žili ve dvou hlavních rezidencích, v Novém paláci v Postupimi a v Kronprinzenpalais v Berlíně. 
V roce 1871 se Viktoriin dědeček Vilém I. stal německým císařem a její rodiče korunním princem a princeznou sjednocené německé říše. Přesto korunní knížecí pár vychovával své děti daleko od berlínského dvora, který neměl Fridricha Viléma a Viktorii a jejich liberální názory rád. Manželé doufali, že tyto názory vštípí svým dětem prostřednictvím vzdělávacího systému podobného tomu, který vytvořil Vikyin otec, princ Albert. Velká část péče a výchovy Viktorie v dětství vycházela z britské výchovy Vicky, Viktorie a její mladší sourozenci měli britské chůvy a jezdili na mnoho výletů za rodinou do Británie. Viktorie vyrůstala v blízkém prostředí, které nebylo tak přísné jako dětství jejích starších sourozenců, a byla aktivním a nadšeným dítětem. Každý týden navštěvovala hodiny tance a ráda jezdila na shetlandském poníkovi, daru od královny Viktorie. Ráda také zahradničila a vařila a na matčin návrh chodila na hodiny do palácové kuchyně, ačkoli díky privilegované výchově věděla o kuchyňských pracích jen velmi málo.

## Mládí

### Alexandr Battenberský

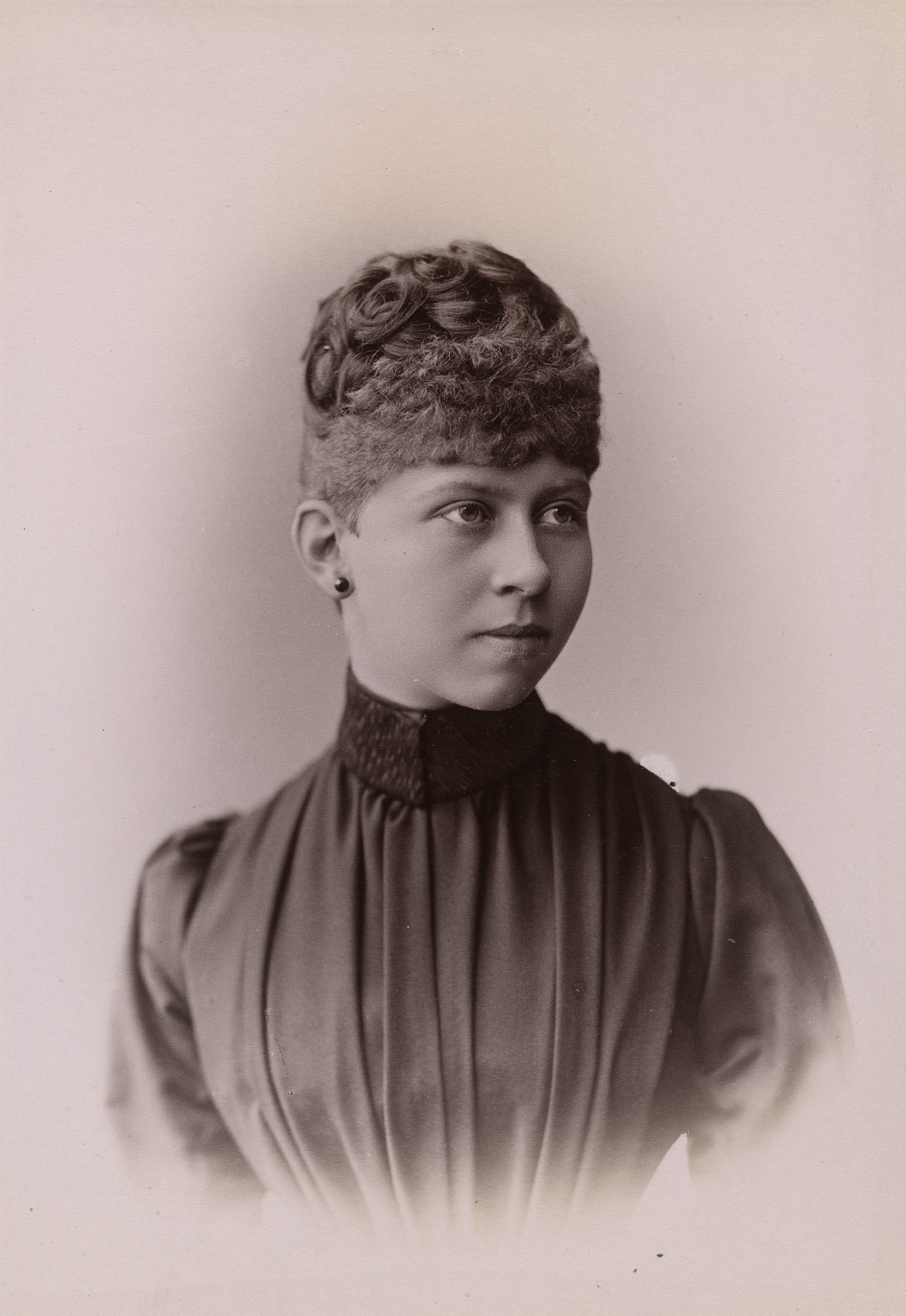
Princezna Viktorie Pruská, 1888

V roce 1881 Alexandr Battenberský, který byl v roce 1879 vybrán za bulharského panovníka, navštívil na příkaz Viktoriiny matky pruský dvůr. Jelikož její matka i babička Alexandra (neboli "Sandra") považovaly za vhodného nápadníka, Viktorie rychle přijala jejich nadšení a zamilovala se do něj. Sandro byl stejně jako jeho bratři považován za mimořádně přitažlivého, protože byl štíhlý a temperamentní. Viktorie naopak nebyla hezká dívka, byla popisována jako "divoká skandinávská žena, která měla hodně z moudrosti své matky a něco z výstřednosti svého bratra Willyho".
Přestože její rodiče chtěli, aby se Viktorie za Sandra provdala, její dědeček, císař Vilém I. a jeho kancléř Otto von Bismarck byli proti tomuto sňatku. Obávali se, že by Viktoriin sňatek se Sanderem urazil ruského cara Alexandra III., kterého Sandrovy kroky v Bulharsku dráždily. Přes veškerou snahu museli Viktoriini rodiče ustoupit a mladá princezna se vzdala veškeré naděje na sňatek se Sandrem.

### Psychické potíže
V době, kdy Viktorie ztrácela naději na sňatek se Sandrem, její dědeček císař Vilém I. i její otec korunní princ Fridrich Vilém byli nemocní a její sestra Sofie se chystala přestěhovat do Atén, aby se provdala za řeckého korunního prince. Císař zemřel 9. března 1888 a novým císařem a císařovnou se stali Fridrich Vilém a Viktorie. Fridrich však umíral na rakovinu hrdla a vládl pouze 99 dní, než 15. června své nemoci podlehl. 

Viktoriin nejstarší bratr, nyní císař Vilém II. svými rodiči pohrdal, a přestože Fridrich ve své závěti žádal, aby Vilém umožnil Viktorii sňatek se Sandrem, nový císař místo toho napsal Sandrovi, aby námluvy páru definitivně ukončil. Sandro vrátil Viktorii všechny dopisy a dary, které mu poslala, a napsal jí dopis na rozloučenou. Dvaadvacetiletá Viktorie se obávala, že by mohla skončit jako stará panna. Viktorie, která nebyla považována za atraktivní dívku - zejména sama sebou -, se snažila vylepšit svůj vzhled „manickou“ dietou až hladověním. V roce 1889 napsala její matka královně Viktorii:
,,Udělala bys mi opravdu velkou radost a prokázala mi největší laskavost, kdybys Morettu přiměla, aby se nechovala k ídlu tak hloupě! Její jedinou touhou je být štíhláǃ Úplně hladoví, nedotýká se ani mléka, ani cukru, ani chleba, ani sladkostí, ani polévky, ani másla, jen kousek masa a jablek, což je málo! Zničí si zdraví, a to má tuhý kořínek. Chodí pozdě spát a má skoro až příliš mnoho pohybu, prosila jsem a modlila se, nařizovala a hrozila, všechno bez účinku. Je v tomhle ohledu úplně fanatická! Její pěkná postava je z přílišné štíhlosti docela zkažená!"
Viktorie pravděpodobně trpěla určitou formou poruchy příjmu potravy. 

### Další nápadníci
Po krachu Viktoriiných plánů na sňatek se Sandrem její matka (nyní známá jako císařovna vdova) a babička, královna Viktorie, pokračovaly v hledání možných nápadníků a požádaly o pomoc vévodkyni z Edinburghu a princeznu z Leiningenu. Ačkoli nebyla považována za mimořádně atraktivní, Viktorie byla popisována jako osoba s „nesmírným půvabem.“ 
Švédský princ Karel, vévoda z Västergötlandu, „odmítl uvažovat o sňatku s ní“; tato zpráva zhoršila Viktoriinu poruchu příjmu potravy. V roce 1889 byl Viktorii nabídnut ruský velkokníže Alexandr Michajlovič, který však nakonec nabídku odmítl; uvažovalo se také o jeho bratranci velkoknížeti Petru Nikolajeviči. Dalším nápadníkem byl Arnošt, budoucí kníže z Hohenlohe-Langenburgu; ten se později oženil s Viktoriinou sestřenicí Alexandrou Sasko-Koburskou. Kancléř Otto von Bismarck navrhl portugalského korunního prince Karla, Viktorie však odmítla konvertovat ke katolicismu. Navrhováni byli dokonce i prostí lidé: královna Viktorie navrhla britského kapitána Maurice Bourkea, mladšího syna Richarda Bourkea, 6. hraběte z Mayo. Když její starší sestra Charlotta začala u dvora pomlouvat svůj milostný život, Viktorie nabyla přesvědčení, že se nikdy nevdá, a řekla své babičce, že o manželství už nemá zájem.

## První manželství

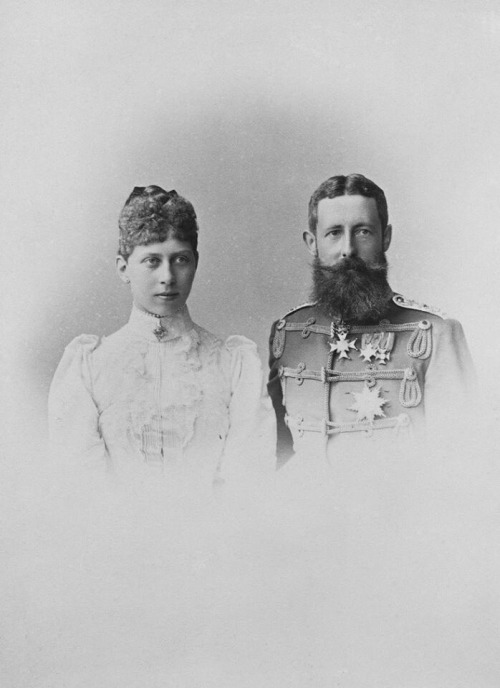
Pruská princezna Viktorie a princ Adolf ze Schaumburg-Lippe, 1890

V červnu 1890 navštívila Viktorie se svou matkou a sestrou Markétou svou sestřenici Marii Nasavskou, ovdovělou kněžnu z Wied. Mezi dalšími hosty byl i princ Adolf ze Schaumburg-Lippe, mladší syn Adolfa I., knížete ze Schaumburg-Lippe. Adolf a Viktorie spolu trávili čas a během téže návštěvy ji  Adolf 11. června požádal o ruku. Viktoriina matka již dříve uvažovala o Adolfovi jako o kandidátovi na manželství, ale považovala ho za nehodného své dcery; při zprávě o zasnoubení se rozplakala. Když si královna Viktorie Adolfa prohlédla, schválila ho, ale nevěřila, že by Viktorie byla zcela šťastná, stejně jako císařovna vdova. Ovdovělá císařovna nadále navrhovala další nápadníky, ale to jí překazil zejména Vilém II., který byl sňatku velmi nakloněn. V měsících předcházejících svatbě zůstávala Viktorie v depresi.
Viktorie a Adolf se vzali 19. listopadu 1890 při luteránském obřadu v kapli berlínského zámku Alte Schloss.
Viktorie a Adolf prožili dlouhé líbánky, během nichž cestovali po Evropě a Středomoří a zastavili se v Řecku, kde navštívili Viktoriinu sestru Sofii. Tuto poslední návštěvu byli nuceni zkrátit, aby se mohli vrátit do Německa kvůli lékařskému ošetření, protože Viktorie předčasně potratila. Manželé již znovu nepočali další dítě a manželství zůstalo bezdětné. Viktorie a Adolf žili v klidném manželství a vzájemně se respektovali, nicméně Viktorie svého manžela nemilovala a v pozdějších letech manželství uvažovala o rozvodu s Adolfem, aby se provdala za jednoho z jeho synovců.
V roce 1898 byla Viktoriině matce Vicky diagnostikována rakovina prsu, která se rozšířila do páteře a oslabila ji. V roce 1901 byla Viktorie při projížďce v Bonnu vyhozena z kočáru, ale nebyla vážně zraněna. Toho roku, mezi smrtí královny Viktorie a Vicky, oslavila s rodinou ve Friedrichshofu své 35. narozeniny. Vicky zemřela 5. srpna 1901 a byla pohřbena vedle svého manžela.
Ač byla během první světové války technicky na německé straně, velmi sympatizovala s Británií. Po válce se setkala se svým bratrancem, britským králem Jiřím V., a vyjádřila přání, aby byli všichni brzy přátelé. Jiří jí řekl, že si nemyslí, že by to mohlo být v následujících letech možné.

## První světová válka
V roce 1914 vstoupilo Německo do první světové války. Pro Viktorii, která zbožňovala vlast své matky, byla válka dvojnásobně stresující. Přestože byla sestrou německého císaře, Viktorie velmi sympatizovala s Velkou Británií. V roce 1915 opustila devětačtyřicetiletá „ale velmi bohatá a mladě vypadající“ Viktorie Berlín a přestěhovala se do „luxusně zařízeného“ zámku v Bonnu. Válečná léta uvrhla Viktoriin život do chaosu: Adolf zemřel v červenci 1916 po téměř třiceti letech manželství, v roce 1917 byl sesazen Viktoriin švagr, řecký král Pavel, který se v roce 1890 oženil s její sestrou, řeckou královnou Sofií, a v roce 1918 byl její bratr Vilém II. nucen abdikovat a německá šlechta a královská rodina v nové Výmarské republice právně ztratila své tituly. Po válce se setkala se svým bratrancem, budoucím králem Spojeného království Jiřím VI. a vyjádřila přání, aby „byli všichni zase brzy přáteli“. Jiří jí řekl, že si nemyslí, že to bude možné po mnoho let, a že „čím dříve pozná skutečný pocit hořkosti, který zde existuje vůči její zemi, tím lépe".
Po Adolfově smrti požádala Viktorie svého bratra o svolení provdat se za jednoho z Adolfových synovců, Vilém však odmítl. 

## Druhé manželství

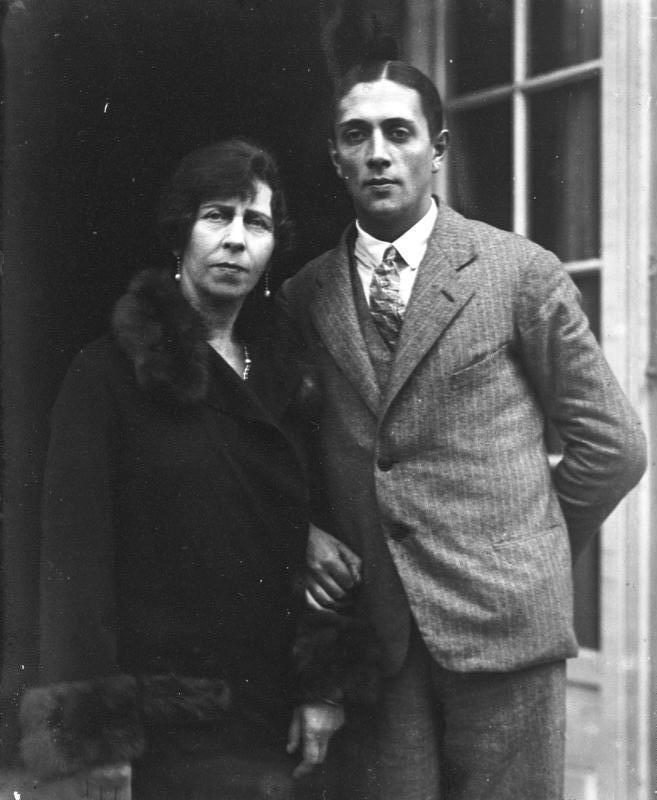
Pruská princezna Viktorie se svým druhým manželem Alexandrem Zoubkoffem, 1927

19. listopadu 1927 se Viktorie navzdory silnému nesouhlasu sourozenců provdala za Alexandra Anatoljeviče Zubkova, ruského uprchlíka popisovaného jako "tanečník", který byl o 35 let mladší než ona. 
Viktoriiny finance byly v nejistém stavu a Zubkov pokračoval v rozhazování peněz za svou vlastní zábavu a jen zřídka se vracel do manželského domu. Nakonec byla Viktorie nucena zavolat komisaře a prodat obsah paláce Schaumburg v aukci, kterou vedl kolínský dražitel M. Lempertz. Prodej přitahoval mnohem menší zájem než se očekávalo a časopis The Times označil velkou část nabídky za "bezduchou"; odhadovalo se, že výnosy z dražby by pokryly pouze třetinu jejích dluhů (které čítaly 900.000 marek nebo 45.000 liber šterlinků). 
Poté, co opustila palác Schaumburg, se přestěhovala do jednolůžkového zařízeného pokoje na bonnském předměstí Mehlem. Měla v úmyslu se se Zubkovem rozvést, a to z důvodu jeho chování, které vyústilo ve vyhnání z Německa a protože "manželské vztahy neexistovaly". Několik dní po zveřejnění tohoto oznámení však onemocněla zápalem plic a 13. listopadu 1929 v nemocnici v Bonnu zemřela.

## Vývod z předků
|                 |                                          |  |                                      |                                        |  |  |  |  |  |  |  | Fridrich Vilém II. |
|                 |                                          |  |                                      |                                        |  |  |  |  |  |  |  |                    |
|                 | Fridrich Vilém III.                      |  |                                      |                                        |  |  |  |  |  |  |  |                    |
|                 |                                          |  |                                      |                                        |  |  |  |  |  |  |  |                    |
|                 |                                          |  |                                      | Frederika Luisa Hesensko-Darmstadtská  |  |  |  |  |  |  |  |                    |
|                 |                                          |  |                                      |                                        |  |  |  |  |  |  |  |                    |
|                 | Vilém I. Pruský                          |  |                                      |                                        |  |  |  |  |  |  |  |                    |
|                 |                                          |  |                                      |                                        |  |  |  |  |  |  |  |                    |
|                 |                                          |  |                                      | Karel II. Meklenbursko-Střelický       |  |  |  |  |  |  |  |                    |
|                 |                                          |  |                                      |                                        |  |  |  |  |  |  |  |                    |
|                 | Luisa Meklenbursko-Střelická             |  |                                      |                                        |  |  |  |  |  |  |  |                    |
|                 |                                          |  |                                      |                                        |  |  |  |  |  |  |  |                    |
|                 |                                          |  |                                      | Frederika Hesensko-Darmstadtská        |  |  |  |  |  |  |  |                    |
|                 |                                          |  |                                      |                                        |  |  |  |  |  |  |  |                    |
|                 | Fridrich III. Pruský                     |  |                                      |                                        |  |  |  |  |  |  |  |                    |
|                 |                                          |  |                                      |                                        |  |  |  |  |  |  |  |                    |
|                 |                                          |  |                                      | Karel August Sasko-Výmarsko-Eisenašský |  |  |  |  |  |  |  |                    |
|                 |                                          |  |                                      |                                        |  |  |  |  |  |  |  |                    |
|                 | Karel Fridrich Sasko-Výmarsko-Eisenašský |  |                                      |                                        |  |  |  |  |  |  |  |                    |
|                 |                                          |  |                                      |                                        |  |  |  |  |  |  |  |                    |
|                 |                                          |  |                                      | Luisa Hesensko-Darmstadtská            |  |  |  |  |  |  |  |                    |
|                 |                                          |  |                                      |                                        |  |  |  |  |  |  |  |                    |
|                 | Augusta Sasko-Výmarská                   |  |                                      |                                        |  |  |  |  |  |  |  |                    |
|                 |                                          |  |                                      |                                        |  |  |  |  |  |  |  |                    |
|                 |                                          |  |                                      | Pavel I. Ruský                         |  |  |  |  |  |  |  |                    |
|                 |                                          |  |                                      |                                        |  |  |  |  |  |  |  |                    |
|                 | Marie Pavlovna Romanovová                |  |                                      |                                        |  |  |  |  |  |  |  |                    |
|                 |                                          |  |                                      |                                        |  |  |  |  |  |  |  |                    |
|                 |                                          |  |                                      | Žofie Dorota Württemberská             |  |  |  |  |  |  |  |                    |
|                 |                                          |  |                                      |                                        |  |  |  |  |  |  |  |                    |
| Viktorie Pruská |                                          |  |                                      |                                        |  |  |  |  |  |  |  |                    |
|                 |                                          |  |                                      |                                        |  |  |  |  |  |  |  |                    |
|                 |                                          |  | František Sasko-Kobursko-Saalfeldský |                                        |  |  |  |  |  |  |  |                    |
|                 |                                          |  |                                      |                                        |  |  |  |  |  |  |  |                    |
|                 | Arnošt I. Sasko-Kobursko-Gothajský       |  |                                      |                                        |  |  |  |  |  |  |  |                    |
|                 |                                          |  |                                      |                                        |  |  |  |  |  |  |  |                    |
|                 |                                          |  |                                      | Augusta Reuss Ebersdorf                |  |  |  |  |  |  |  |                    |
|                 |                                          |  |                                      |                                        |  |  |  |  |  |  |  |                    |
|                 | Albert Sasko-Kobursko-Gothajský          |  |                                      |                                        |  |  |  |  |  |  |  |                    |
|                 |                                          |  |                                      |                                        |  |  |  |  |  |  |  |                    |
|                 |                                          |  |                                      | Augustus Sasko-Gothajsko-Altenburský   |  |  |  |  |  |  |  |                    |
|                 |                                          |  |                                      |                                        |  |  |  |  |  |  |  |                    |
|                 | Luisa Sasko-Gothajsko-Altenburská        |  |                                      |                                        |  |  |  |  |  |  |  |                    |
|                 |                                          |  |                                      |                                        |  |  |  |  |  |  |  |                    |
|                 |                                          |  |                                      | Luisa Šarlota Meklenbursko-Zvěřínská   |  |  |  |  |  |  |  |                    |
|                 |                                          |  |                                      |                                        |  |  |  |  |  |  |  |                    |
|                 | Viktorie Sasko-Koburská                  |  |                                      |                                        |  |  |  |  |  |  |  |                    |
|                 |                                          |  |                                      |                                        |  |  |  |  |  |  |  |                    |
|                 |                                          |  |                                      | Jiří III.                              |  |  |  |  |  |  |  |                    |
|                 |                                          |  |                                      |                                        |  |  |  |  |  |  |  |                    |
|                 | Eduard August Hannoverský                |  |                                      |                                        |  |  |  |  |  |  |  |                    |
|                 |                                          |  |                                      |                                        |  |  |  |  |  |  |  |                    |
|                 |                                          |  |                                      | Šarlota Meklenbursko-Střelická         |  |  |  |  |  |  |  |                    |
|                 |                                          |  |                                      |                                        |  |  |  |  |  |  |  |                    |
|                 | královna Viktorie                        |  |                                      |                                        |  |  |  |  |  |  |  |                    |
|                 |                                          |  |                                      |                                        |  |  |  |  |  |  |  |                    |
|                 |                                          |  |                                      | František Sasko-Kobursko-Saalfeldský   |  |  |  |  |  |  |  |                    |
|                 |                                          |  |                                      |                                        |  |  |  |  |  |  |  |                    |
|                 | Viktorie Sasko-Kobursko-Saalfeldská      |  |                                      |                                        |  |  |  |  |  |  |  |                    |
|                 |                                          |  |                                      |                                        |  |  |  |  |  |  |  |                    |
|                 |                                          |  |                                      | Augusta Reuss Ebersdorf                |  |  |  |  |  |  |  |                    |
|                 |                                          |  |                                      |                                        |  |  |  |  |  |  |  |                    |

## Tituly a vyznamenání

### Tituly
- 12. dubna 1866 – 19. listopadu 1890: Její královská Výsost princezna Viktorie Pruská
- 19. listopadu 1890 – 9. července 1916: Její královská Výsost princezna Adolf Schaumburg-Lippe, princezna pruská
- 9. července 1916 – 19. listopadu 1927: Její královská Výsost princezna Viktorie
- 19. listopadu 1927 – 13. listopadu 1929: Její královská Výsost princezna Viktorie, paní Zubkovová

### Vyznamenání
- Řád Luisin
- Královský řád Viktorie a Alberta